# Poldergebied van Lampernisse en omgeving
Het Poldergebied van Lampernisse en omgeving is een beschermd landschap in de West-Vlaamse gemeenten Diksmuide en Veurne.
Het is gelegen tussen de plaatsen Zoutenaaie, Oostkerke, Sint-Jacobs-Kapelle, Oudekapelle en Lampernisse. Het is een poldergebied dat ontstaan is door de geleidelijke indijking (gedurende de 11e eeuw) van de schorren die langs de IJzer lagen, wat toen nog een getijdengeul was. De beddingen van de geultjes die op de schor liepen werden aangewend om de polders te ontwateren, reden waarom de sloten ook tegenwoordig nog een kronkelig verloop hebben. De Oude Zeedijk, aangelegd in de 12e eeuw, vormt de oostgrens van het gebied.
In het gebied is ook omkering van het reliëf waar te nemen: Oude geulbodems waren zandig, terwijl de kleiige bodem daartussen werd ontwaterd en inklonk, en daardoor lager dan de voormalige geulbodems kwam te liggen.
De perceelgrenzen zijn grotendeels nog laatmiddeleeuws. Er ontstonden grote hoeven die omgracht waren en vaak afhankelijk van abdijen, zoals de Augustijnenabdij Zonnebeke, de Abdij van Cambron en de Sint-Niklaasabdij te Veurne.
Ook de Eerste Wereldoorlog liet zijn sporen na, aangezien toen veel loopgraven werden aangelegd. Een vijftiental (geallieerde) bunkers uit die tijd is nog aanwezig.

## Natuurwaarden
Tot de vele water- en oeverplanten in het gebied behoren wortelloos kroos, pijlkruid, grote kroosvaren, zwanenbloem, grote egelskop, watertorkruid, lidsteng, kalmoes, pijptorkruid, gewone waterbies en groot moerasscherm.
Van de broedvogels kunnen worden genoemd: zomertaling, slobeend, kwartel, scholekster, grutto, kerkuil, blauwborst, rietzanger, bosrietzanger, kleine karekiet, rietgors en grauwe gors.
Doortrekkers en wintergasten zijn: lepelaar, kleine zwaan, kleine zwaan, kleine rietgans, kolgans, smient, blauwe kiekendief, bruine kiekendief, ruigpootbuizerd, smelleken, goudplevier, wulp, velduil en tapuit.